# سام ماكالوم
سام ماكالوم (بالإنجليزية: Sam McCallum)‏ هو لاعب كرة قدم بريطاني في مركز الدفاع، ولد في 2 سبتمبر 2000 في كانتربيري في المملكة المتحدة. لعب مع كوفنتري سيتي ونورويتش سيتي.

## وصلات خارجية
- سام ماكالوم على موقع قاعدة بيانات كرة القدم.إي يو (الإنجليزية)
- سام ماكالوم على موقع Soccerbase.com (لاعب) (الإنجليزية)
- سام ماكالوم على موقع Soccerway.com (الإنجليزية)
- سام ماكالوم على موقع عالم كرة القدم.نت (الإنجليزية)